# Windelsbach
Windelsbach település Németországban, azon belül Bajorországban. Lakosainak száma 1060 fő (2023. december 31.).

## Népesség
A település népessége az elmúlt években az alábbi módon változott:
| Lakosok száma | 980  | 769  | 1073 | 1055 | 1074 | 1091 | 1060 | 1061 | 1068 | 1060 |
|               | 1970 | 1975 | 2011 | 2012 | 2014 | 2015 | 2017 | 2019 | 2022 | 2023 |